# فريدريك هوارد براينت
فريدريك هوارد براينت (بالإنجليزية: Frederick Howard Bryant)‏ هو محامي وقاضي أمريكي، ولد في 25 يوليو 1877، وتوفي في 4 سبتمبر 1945.